# Mistrzostwa Świata w Badmintonie 2025
Ten artykuł dotyczy przyszłego wydarzenia sportowego. Informacje w nim zawarte zmienią się w przyszłości.
Mistrzostwa Świata w Badmintonie 2025 – 29. edycja mistrzostw świata w badmintonie. Zawody zostaną rozegrane w dniach 25–31 sierpnia w  Adidas Arenie w Paryżu.  

## Terminarz
| #R | Runda wstępna | QF | Ćwierćfinały | SF | Półfinały | F | Finały |

| Data                    | 25 | 26 | 26 | 27 | 28 | 29 | 30 | 31 |
| Konkurencja             | 25 | 26 | 26 | 27 | 28 | 29 | 30 | 31 |
| ----------------------- | -- | -- | -- | -- | -- | -- | -- | -- |
| Gra pojedyncza mężczyzn | 1R | 2R | 2R | 2R | 3R | QF | SF | F  |
| Gra pojedyncza kobiet   | 1R | 1R | 2R | 2R | 3R | QF | SF | F  |
| Gra podwójna mężczyzn   | 1R | 1R | 2R | 2R | 3R | QF | SF | F  |
| Gra podwójna kobiet     | 1R | 1R | 2R | 2R | 3R | QF | SF | F  |
| Gra mieszana            | 1R | 1R | 2R | 2R | 3R | QF | SF | F  |

## Medaliści
| Konkurencja             | Złoto | Srebro | Brąz |
| Gra pojedyncza mężczyzn |       |        |      |
|                         |       |        |      |
| Gra pojedyncza kobiet   |       |        |      |
|                         |       |        |      |
| Gra podwójna mężczyzn   |       |        |      |
|                         |       |        |      |
| Gra podwójna kobiet     |       |        |      |
|                         |       |        |      |
| Gra mieszana            |       |        |      |
|                         |       |        |      |

## Klasyfikacja medalowa
| Lp. | Państwo | złoto | srebro | brąz | Razem |
| --- | ------- | ----- | ------ | ---- | ----- |
| 1   |         | -     | -      | -    | -     |
| 2   |         | -     | -      | -    | -     |
| 3   |         | -     | -      | -    | -     |
| 4   |         | -     | -      | -    | -     |
| 5   |         | -     | -      | -    | -     |